# 하산 (자라이르 왕조)
하산(Shaikh Hasan Jalayir, ? ~ 1374년)은 자라이르 왕조의 3대 술탄(재위 : 1374년)이다.
1374년 아버지 우웨이스 1세의 뒤를 이어 즉위했으나 부하에게 살해당했고 하산이 암살당한 이후 후사인 1세가 추대되어 왕위에 올랐다.

## 같이 보기
- 자라이르 왕조
- 우웨이스 1세
- 하산 부즈루그

| 이전 우웨이스 1세 | 제3대 잘라이르 왕조의 술탄 1374년 | 다음 후사인 1세 |